# Босуорт, Стивен Уоррен
Стивен Уоррен Босуорт (англ. Stephen Warren Bosworth; 4 декабря 1939 — 4 января 2016) — американский деятель образования и дипломат, бывший уполномоченным представителем США в Тунисе, Филиппинах, Южной и Северной Корее.

## Биография
Родился в городе Гранд-Рапидс в штате Мичиган, старшим из трёх сыновей в семье фабричного рабочего, позднее преподавателя Уоррена Босуорта и его жены Мины Филлипс; рос на ферме в местности Дженисон. Младшие братья — Брайан и Барри Босуорты — заняты в рекрутёрском и рекламном бизнесе.
Прошёл начальное обучение в сельской школе. Позднее поступил в Дартмутский колледж, закончив его в 1961 году с дипломом бакалавра по международным отношениям, позднее проходил курс экономики в столичном Университете Джорджа Вашингтона. По некоторым источникам, был принят на Юридический факультет Гарвардского университета, однако обучение там так и не начал, уйдя на дипломатическую службу.
В начале 1979 был направлен президентом Джимми Картером в ранге чрезвычайного и полномочного посла в Тунис, где работал до середины 1981 года.
После окончания миссии в течение нескольких лет возглавлял отдел политического планирования Госдепартамента США, работал в этом качестве в разных странах, включая Францию, Испанию и Панаму. По совмещению исполнял обязанности помощника госсекретаря по взаимоотношениям американских стран и по экономическим вопросам.

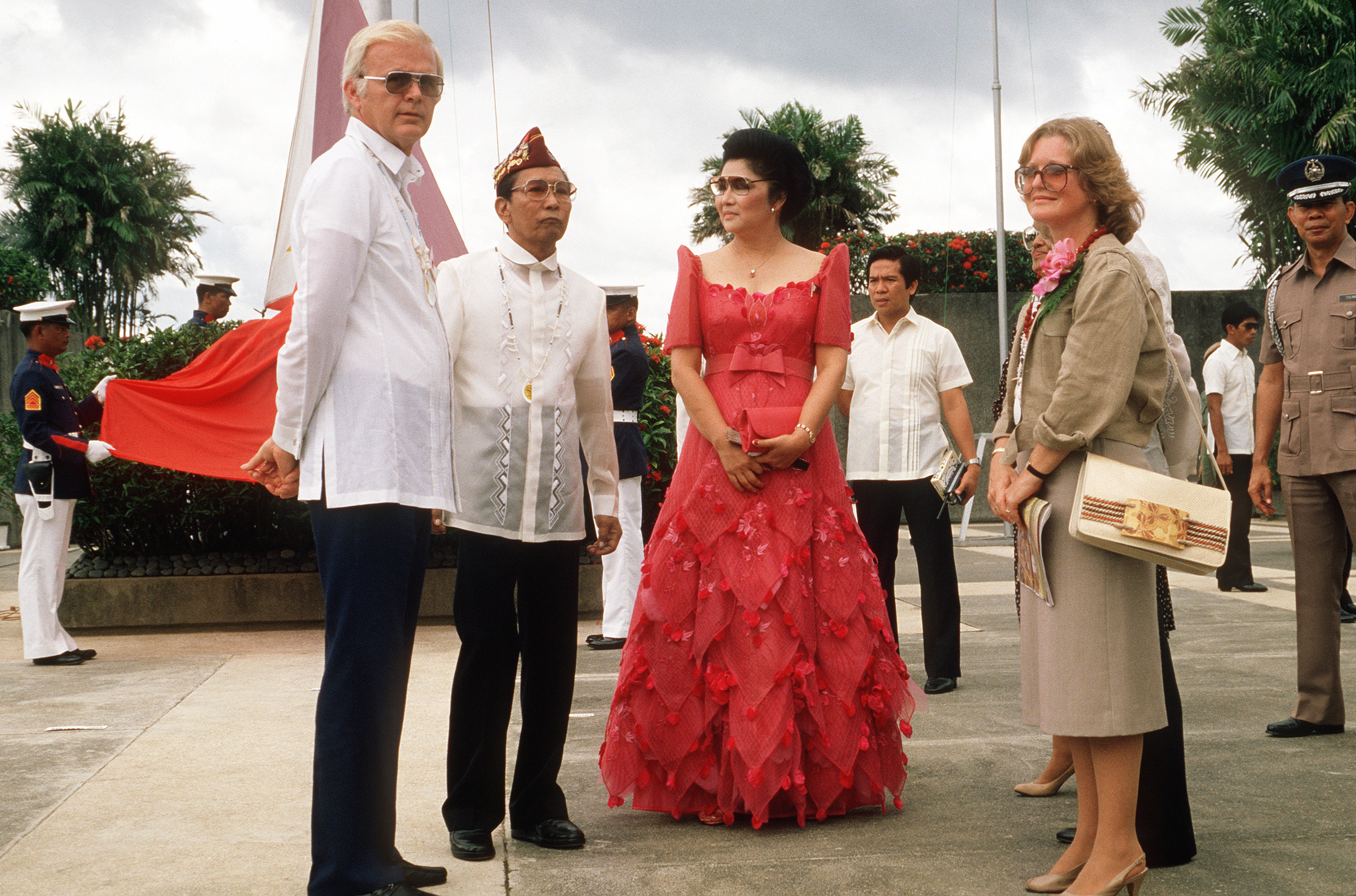
Посол Босуорт с супругой на встрече с президентом Филиппин Фендинандом Маркосом на о. Лейте в октябре 1984

В 1984 году согдасился на предложение президента Рональда Рейгана и госсекретаря Джорджа Шульца и был направлен послом на Филиппины, работал на этом посту до 1987 года.
В течение последующего десятидетия занимался научно-преподавательской деятельностью, параллельно возглавляя ряд организаций по международным взаимодействиям. В частности, в 1990—1994 годах он вёл курс международных отношений на факультете международных отношений Колумбийского университета, в 1993 был визит-профессором в Гамильтон-колледже в Нью-Йорке, провёл несколько исследований по государственной публичной политике для Фонда Карнеги. В то же время, он в 1987—1995 годах был президентом Японского фонда США, а в 1995—1997 — исполнял обязанности генерального директора межправительственной Korean Peninsula Energy Development Organization (KEDO), организованной США, Японией и Южной Кореей для совместного регулирования взаимоотношений с КНДР.
В 1997—2001 годах был назначен послом США в Южной Корее.
C 2001 по 2013 год был деканом факультета права и дипломатии им. Флетчера Университета Тафтса.
В 2009 году был назначен главой спецпредставительства в Северной Корее, оставаясь на этом посту до 2011 года.
Вел в Правительственной школе Дж. Ф. Кеннеди Гарвардского университета курс по американско-восточноазиатской дипломатии. Находясь на этой позиции, был в 2010 году избран членом Американской академии искусств и наук (секция V-1: Public Affairs, Journalism, and Communications).
В последние годы жизни возглавлял Институт американско-корейских исследований Университета Джонса Хопкинса.
Умер 4 января 2016 года в своём доме в Бостоне, по информации его брата Брайана Босуорта, от рака поджелудочной железы.

## Награды
- 1976 — Награда «За выдающиеся заслуги»[англ.] Госдепартамента США[3][9]
- 1979 — Награда «За выдающиеся заслуги» Министерства энергетики США[3][9]
- 1986 — Награда «За выдающиеся заслуги» Госдепартамента США[3][9]
- 1987 — Премия за выдающийся вклад в американскую дипломатию/«Дипломат года» Американской академии дипломатии[англ.][3][9][10]
- 2005 — Орден Восходящего солнца 2-й степени (звезда на шейной ленте в золоте и серебре) от правительства Японии[3][9]
- 2010 — Премия Гражданина Мира им. Жана Майера[3]

## Дополнительные ссылки
- Lauren Bohn. Special Envoy Stephen Bosworth (англ.). Time (3 марта 2009). Дата обращения: 2 февраля 2016.
- Emily Langer. Stephen W. Bosworth, three-time U.S. ambassador, dies at 76 (англ.). The Washington Post (6 января 2016). Дата обращения: 2 февраля 2016.
- John Kerry. On the Passing of Ambassador Stephen Bosworth (англ.). U.S. Department of State (4 января 2016). Дата обращения: 2 февраля 2016.